# Phoracantha northamensis
Phoracantha northamensis là một loài bọ cánh cứng trong họ Cerambycidae.